# Tomas Gabrielsson
Tomas Östen Gabrielsson, född 27 november 1951 i Vaxholm, är en svensk musiker och musikproducent.
Gabrielsson, som i yngre år var medlem i jazzgruppen Förklädd gud, har bland annat producerat skivor med Wilmer X, William, Charta 77, Strindbergs, Stefan Sundström, Johan Johansson, De Lyckliga Kompisarna, Coca Carola och Louise Hoffsten. Gabrielsson medverkar även ofta som extramusiker på sina skivproduktioner, främst på olika klaviaturinstrument.